# Mickey Shuler
Mickey Charles Shuler Sr. (Harrisburg, 21 agosto 1956) è un ex giocatore di football americano statunitense che ha militato nel ruolo di tight end per la maggior parte della carriera con i New York Jets della National Football League (NFL).

## Carriera
Dopo avere giocato al college a football a Penn State, Shuler fu scelto nel corso del terzo giro (61º assoluto) del Draft NFL 1978 dai New York Jets, con cui disputò 12 stagioni. Con essi fu convocato per due Pro Bowl (1986, 1988) e inserito per tre volte nella formazione ideale della stagione All-Pro. Fu anche inserito nella formazione ideale del 40º anniversario della storia della franchigia di cui è al terzo posto di tutti i tempi per ricezioni in carriera, secondo in gare consecutive con almeno una ricezione (86) e terzo per touchdown in una partita (3). Le ultime due annate le disputò con i Philadelphia Eagles nel 1990 e 1991.

## Palmarès
- Convocazioni al Pro Bowl: 2

1986, 1988
- All-Pro: 3

1985, 1986, 1988
- Formazione ideale del 40º anniversario dei New York Jets

## Famiglia
Il figlio di Shuler, Mickey Jr., giocò anch'egli nella NFL come tight end dopo essere stato scelto dai Minnesota Vikings nel Draft NFL 2010.